# Marienkirche (Sandesneben)

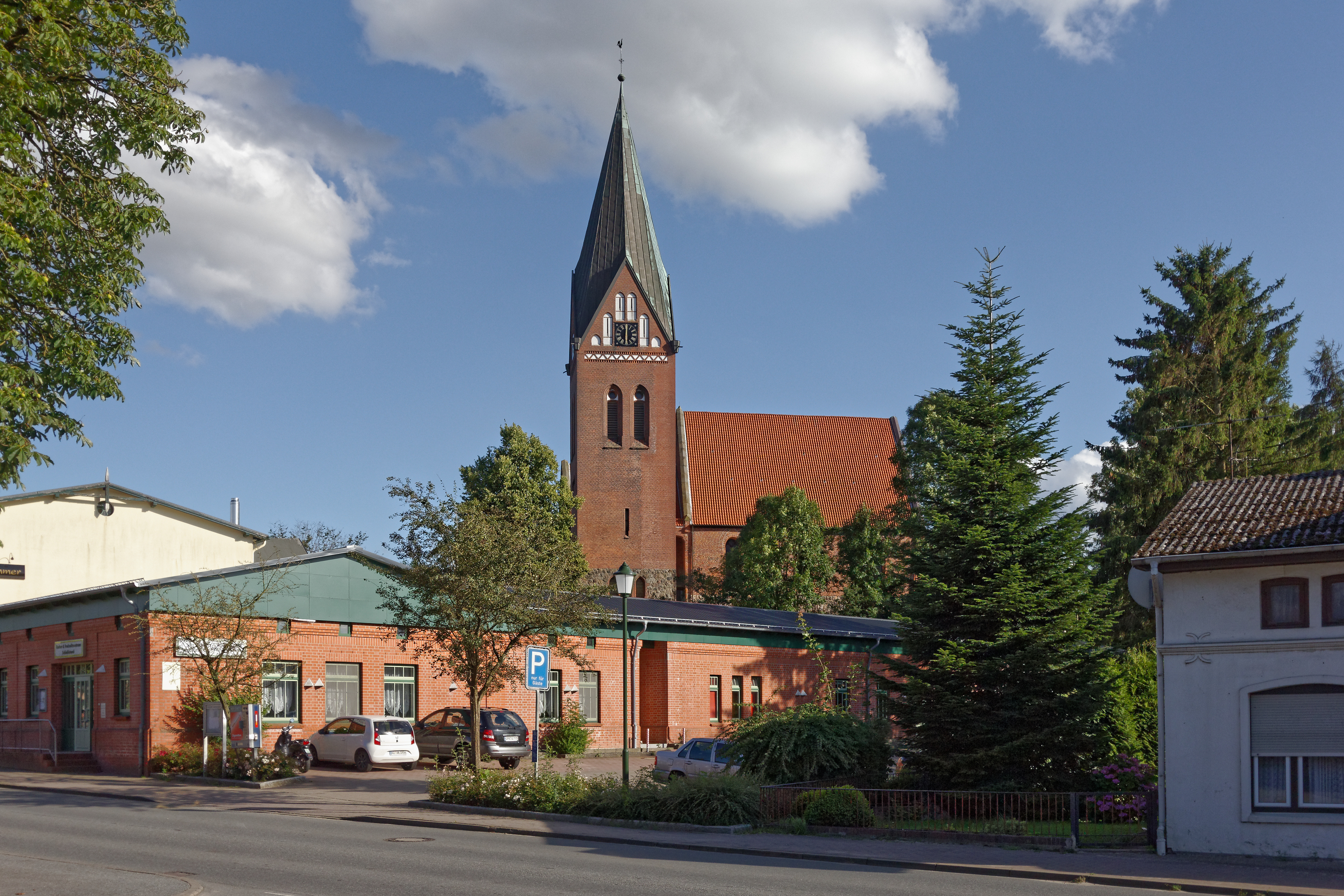
Blick aus dem Ort auf die Kirche

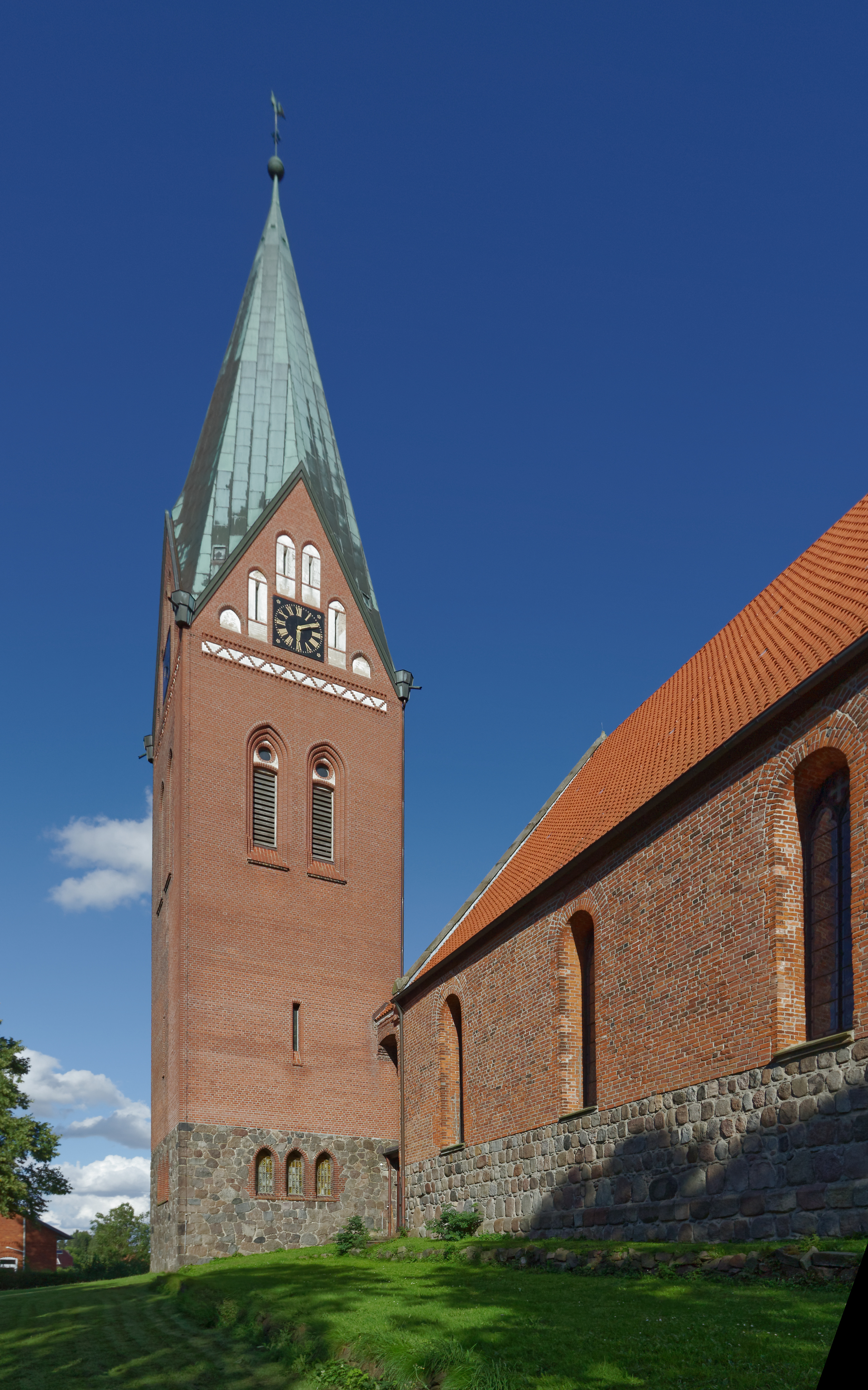
Nordfassade und Turm mit Feldsteinmauerwerk

Die evangelisch-lutherische Marienkirche von Sandesneben liegt auf einem Hügel im Ortszentrum am Abschluss der nördlichen Ausläufer des Billetals.

## Bau der Kirche
Das Kirchspiel Sandesneben entstand 1278 als Abtrennung der Dörfer Sandesneben, Lüchow, Labenz, Klinkrade, Steinhorst, Franzdorf, Schiphorst, Schönberg, Linau und Wentorf vom bereits seit 1158 existierenden Kirchspiel Nusse. Die zum neuen Kirchspiel gehörenden Dörfer waren Besitz der adeligen Familien Scharpenberg, Zülen und Ritzerow.
Die Kirche selber wurde in den Jahren 1278 bis 1314 zwischen den zwei beiden Rundlingsdörfern, aus denen das erstmals 1230 erwähnte Zanzegnewe genannte Dorf bestand, erbaut und der Jungfrau Maria gewidmet. Kirche und Altar wurden am 24. Juni 1314, dem St.-Johannis-Tag, durch den Ratzeburger Bischof Markward von Jesowe geweiht. Dies ist durch eine Urkunde aus dem gleichen Jahr belegt, die im Altar eingemauert war und 1636 gefunden wurde. Von dieser Urkunde existiert heute nur noch eine Abschrift.
Die Kirche steht im Dorf um gut zwölf Meter erhöht auf einem kleinen, steil aufragenden Hügel, der häufig als ehemaliger Burghügel angesehen wird. Das Langhaus bestand ursprünglich aus drei steinernen Gewölben, die aber 1640 einstürzten und durch eine Holzdecke ersetzt wurden, die heute noch im Bereich des Altarraumes zu erkennen ist. Reste der Gewölbe finden sich im Altarraum und im Kirchenschiff. Der Vorbau am Eingang wurde bei einer Renovierung von 1963 bis 1965 angefügt.
Der frühere Fachwerkturm brannte am 12. Oktober 1877 nieder. Dieser Turm stand, genauso wie der heutige 48 m hohe, von 1906 bis 1907 erbaute neugotische Nachfolger, nicht westlich vor der Kirche, sondern im Osten der Nordseite des Schiffs. Am neuen Turm ist ein in Sandstein gemeißelter Pferdekopf als lauenburgisches Wappen zu finden, da der Turmbau stark vom Landkreis unterstützt wurde.
Im Laufe der Geschichte erfuhr das Kircheninnere einige Umbauten. Für die Umgestaltung im Jahre 1700 stiftete Magnus von Wedderkop der Kirche eine Kanzel, einen Altar und eine Arp-Schnitger-Orgel. Diese Innengestaltung verändert man 1780 wieder. 1874 erfolgte unter dem Einfluss des Historismus eine Umgestaltung durch den preußischen Architekten Carl August Wilhelm Lohmeyer, die bereits dicht an den heutigen Zustand herankam. Die dreischiffige Aufteilung gab es ebenso wie die hölzernen Bündelpfeiler und die eigenwilligen Tudorbögen unter und über den Emporen. Anfang der 1960er-Jahre veränderte man das Innere der Kirche erneut dem Zeitgeschmack angepasst: der Boden wurde gepflastert, ein neuer schlichterer Steinaltar aufgebaut, die Kanzel verändert, die Emporen aus dem Altarraum entfernt und die großen Glasfenster im Altarraum modernisiert. Die bislang letzte Umgestaltung des Innenraums erfolgte 1992: die Kirche erhielt wieder eine neue Kanzel, die Beleuchtung wurde ausgetauscht und die wenige Jahrzehnte vorher entfernten Emporen teilweise wieder hergestellt. 1999 erwies sich die Bausubstanz des gesamten Westgiebels als marode, so dass sowohl Mauerwerk als auch Holzkonstruktionen aufwendig saniert und in weiten Teilen ersetzt werden mussten.

## Ausstattung

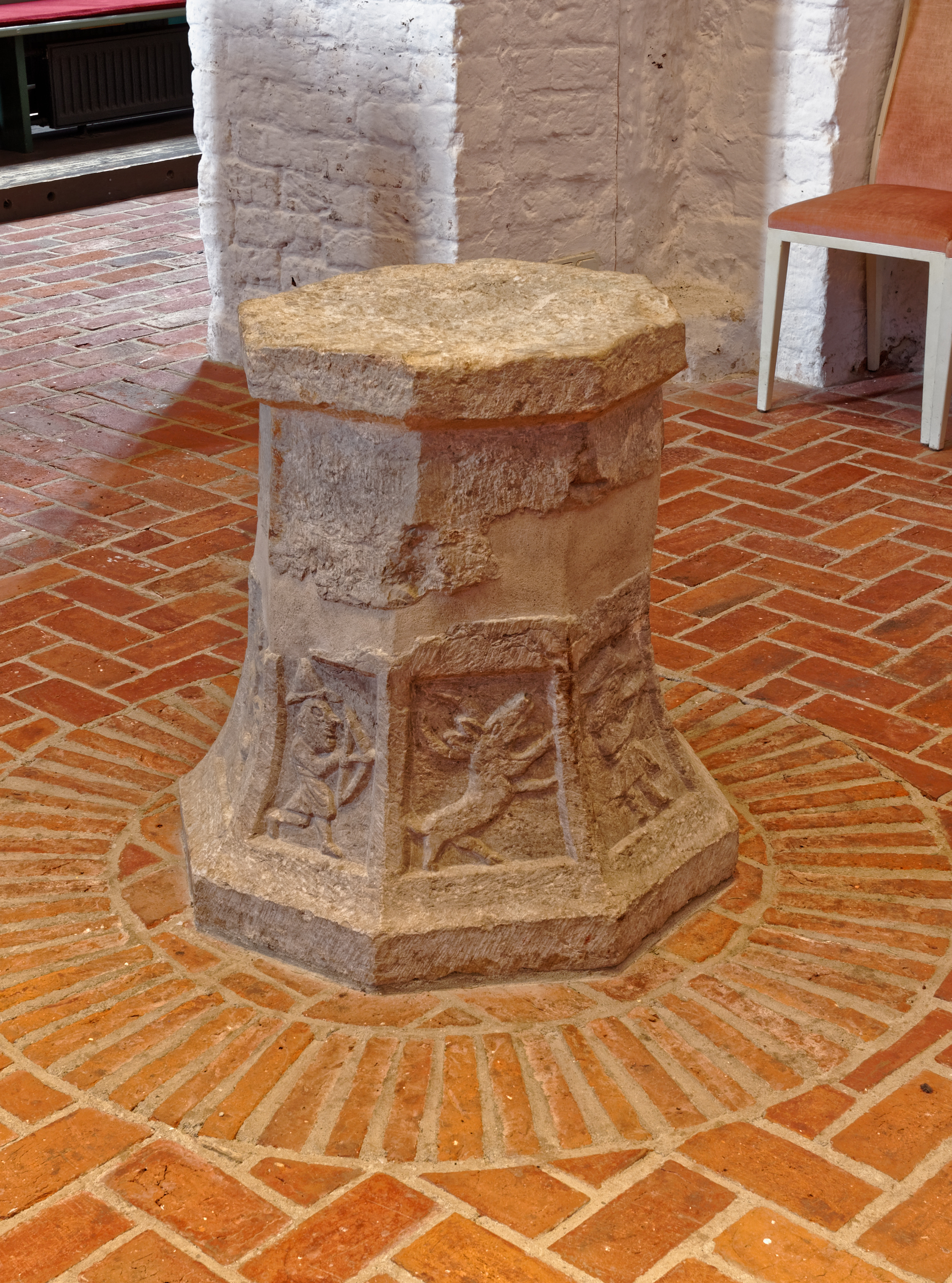
Taufsteinfuß

Das älteste Ausstattungsstück ist ein Taufsteinfuß aus dem 14. Jahrhundert. Man fand ihn während der Renovierung von 1956 in zwei Teile zerbrochen im Fundament der Emporen. Der Taufstein war aus Kalkstein gefertigt, der wahrscheinlich aus Gotland stammt. Das Taufbecken selbst fehlt bis heute. Die bemerkenswerten und in dieser Form seltenen Verzierungen im unteren Teil sind Gegenstand ausführlicher Interpretationsversuche. Es sind Tier- und Menschenfiguren zu sehen, die als Jagdszenen und Darstellung der Flora und Fauna zur Entstehungszeit gedeutet werden können, für die man aber auch einen christlich-ikonographischen Bezug konstruiert hat. Der Taufstein soll eine Stiftung des Lübecker Ratsherren Aemilius Luchow sein.
Die Kirche verfügt noch über einen Opferstock mit Eisenbandbeschlag, dessen Alter nicht genau bekannt ist. Das wertvollste Ausstattungsstück, ein Messkelch aus dem frühen 14. Jahrhundert, befindet sich heute im St. Annen-Museum in Lübeck.
An der Wand gegenüber der Kanzel befindet sich ein kleiner hölzerner Engelskopf, der von dem 1598 gebauten und 1817 abgebrochenen herzoglichen Grabdenkmal in der Lauenburger Maria-Magdalenen-Kirche stammt. Die Marienstatue in der Altarnische wurde 1978 von dem Bildhauer Joseph Pagenkemper aus Langenberg geschaffen. An den Seitenwänden hängen zwei große Gemälde, die ursprünglich als Altarbilder vorgesehen waren, eines zeigt den auferstandenen Christus, das andere Christus in Gethsemane.
Im Innenraum der Kirche stehen noch vier Grabsteine, die beim Umbau 1956 gefunden wurden. Einer davon wurde für Christoph Sierow (1700 bis 1757), den Amtmann des Amtes Steinhorst gefertigt.

## Glocken
Im Turm hängen insgesamt vier Glocken. Von diesen ist eine bereits älter, drei Glocken ersetzten 1951 die während des Zweiten Weltkriegs eingeschmolzenen Glocken. Die drei Glocken von 1951 wurden als „Gedächtnisglocken“ an die Kriegsereignisse entworfen und tragen die Inschriften:
- „Den Vermissten: Niemand wird sie aus meiner Hand reißen“ (Joh 10,28 LUT)
- „Den Gefallenen: Siehe, wir preisen selig, die erduldet haben“ (Jak 5,11 LUT)
- „Den Vertriebenen: Wir haben hier keine bleibende Statt“ (Hebr 13,14 LUT)

## Orgel

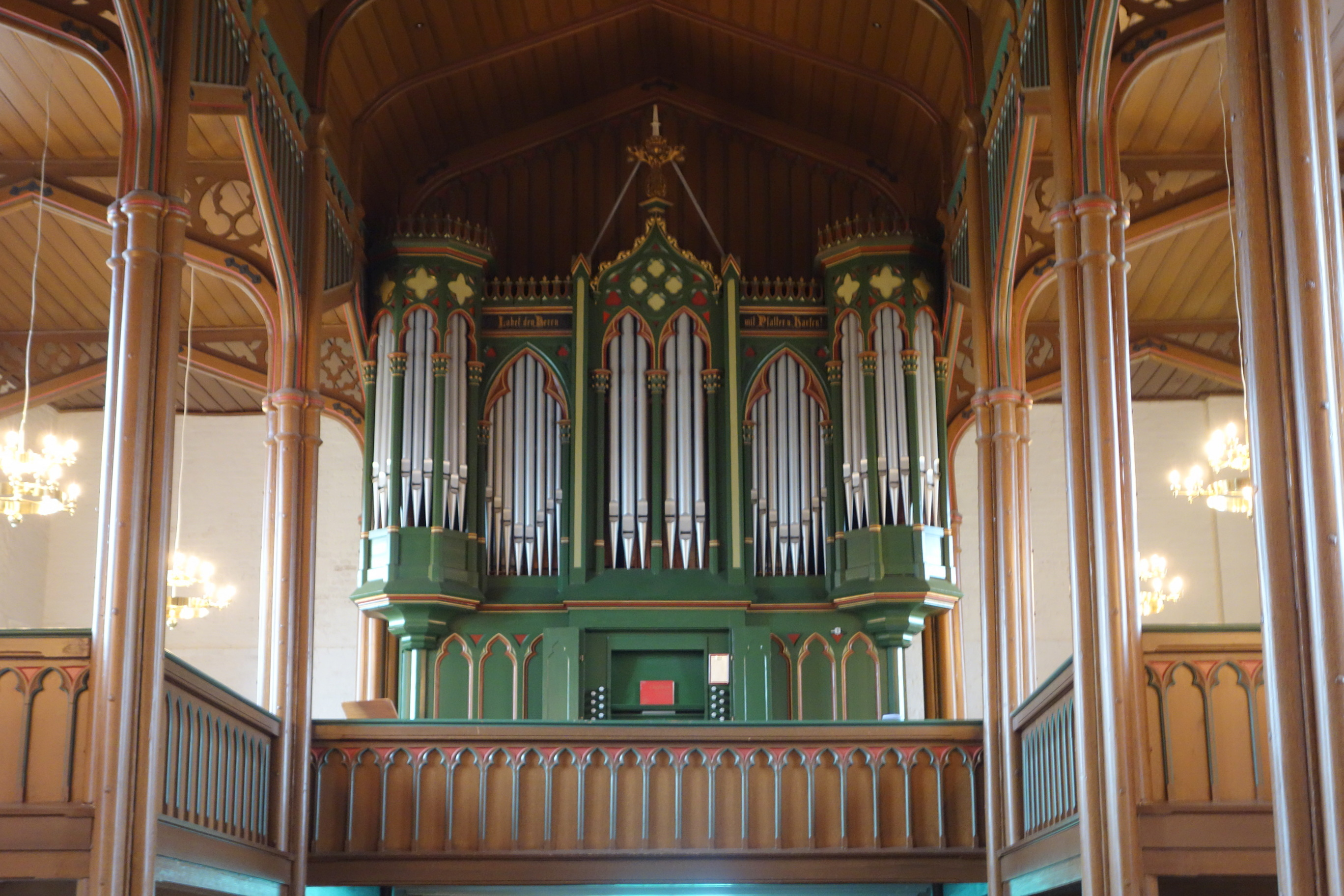
Furtwängler-Orgel von 1876

Im Jahr 1701/1702 baute Arp Schnitger eine Orgel, die von seinem Werkführer Hans Hantelmann aufgestellt wurde. Das Instrument verfügte über 15 Register, die sich auf zwei Manuale und Pedal verteilten. Durch Georg Christoph Seyferth erfolgte 1780 ein Umbau der Orgel.
Die heutige Orgel wurde 1876 durch Philipp Furtwängler & Söhne mit ursprünglich 20 Registern auf zwei Manualen und einem Pedal gefertigt, nachdem die Schnitger-Orgel nach mehreren Bränden und Löschwasserschäden unspielbar geworden war. Sie ist Furtwänglers einziges in Schleswig-Holstein erhaltenes Werk; 14 originale Register sind erhalten. Im Zuge der Kirchenrenovierung folgte 1991/1992 eine Restaurierung durch den Orgelbauer G. Christian Lobback und eine Erweiterung um Salicional und Oboe im Brustwerk auf 22 Register. Nach Unwetterschäden 1999 baute Lobback die Orgel im Jahr 2002 aus und wieder ein. Der fünfteilige neogotische Prospekt hat in der Mitte ein risalitartig vorspringendes Flachfeld, das von Pilastern gegliedert und von Vierpässen und einem vergoldeten Kreuz bekrönt wird. Zwei flankierende Flachfelder haben oben einen Fries mit dem Bibelvers „Lobet den Herrn mit Psaltern u. Harfen“ (Ps 150,3 ). Sie leiten zu den überhöhten polygonalen Außentürmen über, die durch Vierpässe verziert sind. Die Pfeifenfelder schließen nach oben mit Nonnenköpfen ab. Dem Gehäuse ist ein profilierter Gesimskranz mit Spitzen aufgesetzt. Die Disposition lautet wie folgt:
| I Hauptwerk C–f3 |              |       |   |
| 1.               | Bordun       | 16′   | F |
| 2.               | Prinzipal    | 8′    | F |
| 3.               | Hohlflöte    | 8′    | F |
| 4.               | Oktave       | 4′    | F |
| 5.               | Gedackt      | 4′    | F |
| 6.               | Waldflöte    | 2′    | F |
| 7.               | Quinte       | 2 ⁄3′ |   |
| 8.               | Mixtur IV–VI |       | F |
| 9.               | Trompete     | 8′    |   |

| II Brustwerk C–f3 |             |    |   |
| 10.               | Salicional  | 8′ |   |
| 11.               | Gedackt     | 8′ | F |
| 12.               | Gemshorn    | 4′ | F |
| 13.               | Prinzipal   | 2′ | F |
| 14.               | Terzian II  |    |   |
| 15.               | Blockflöte  | 1′ |   |
| 16.               | Scharff III |    |   |
| 17.               | Oboe        | 8′ |   |
|                   | Tremulant   |    |   |

| Pedal C–d1 |           |     |   |
| 18.        | Subbass   | 16′ | F |
| 19.        | Prinzipal | 8′  | F |
| 20.        | Gedackt   | 8′  | F |
| 21.        | Oktave    | 4′  | F |
| 22.        | Posaune   | 16′ |   |

- Koppeln: II/I, I/P

F = Furtwängler (1876)

## Pastorat
Das alte Pastorat wurde 1691 in Fachwerkbauweise errichtet und ist das älteste Haus im Dorf Sandesneben. Es ist bis heute nicht stark verändert worden und dient gleichzeitig als Gemeindehaus.

## Persönlichkeiten
Zu ihren Pastoren zählte der Dichter Michael Christoph Brandenburg, der hier von 1755 bis zu seinem Tod 1766 amtierte.
Besonderen Einfluss auf die Entwicklung der Gemeinde nahmen die langjährigen Pastoren Carl Catenhusen (Amtszeit von 1850 bis 1893) und Arno Mau (Amtszeit von 1929 bis 1953). In der Amtszeit Catenhusens wurde der Friedhof aus der unmittelbaren Umgebung der Kirche auf ein eigenes Grundstück am Ortsrand verlegt, in der Amtszeit Maus errichtete man die heutige Friedhofskapelle.
2016 wurde die Kirche in den Medien erwähnt, weil sich hier zum ersten Mal in der Geschichte der Kirche in Norddeutschland ein schwules Pastorenpaar die Pastorenstelle teilte.

## Fotografien

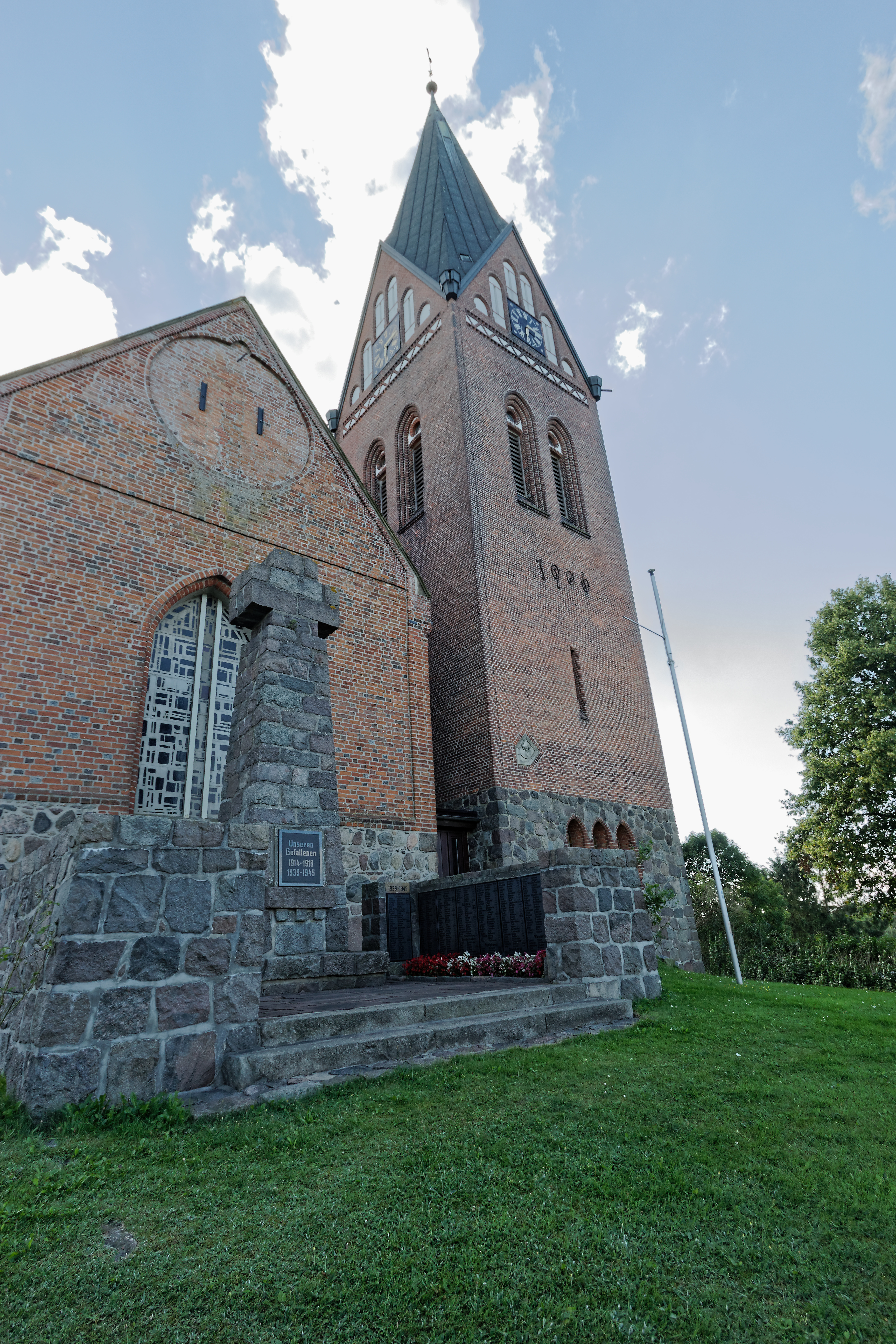
Ansicht von Osten mit Kriegerdenkmal
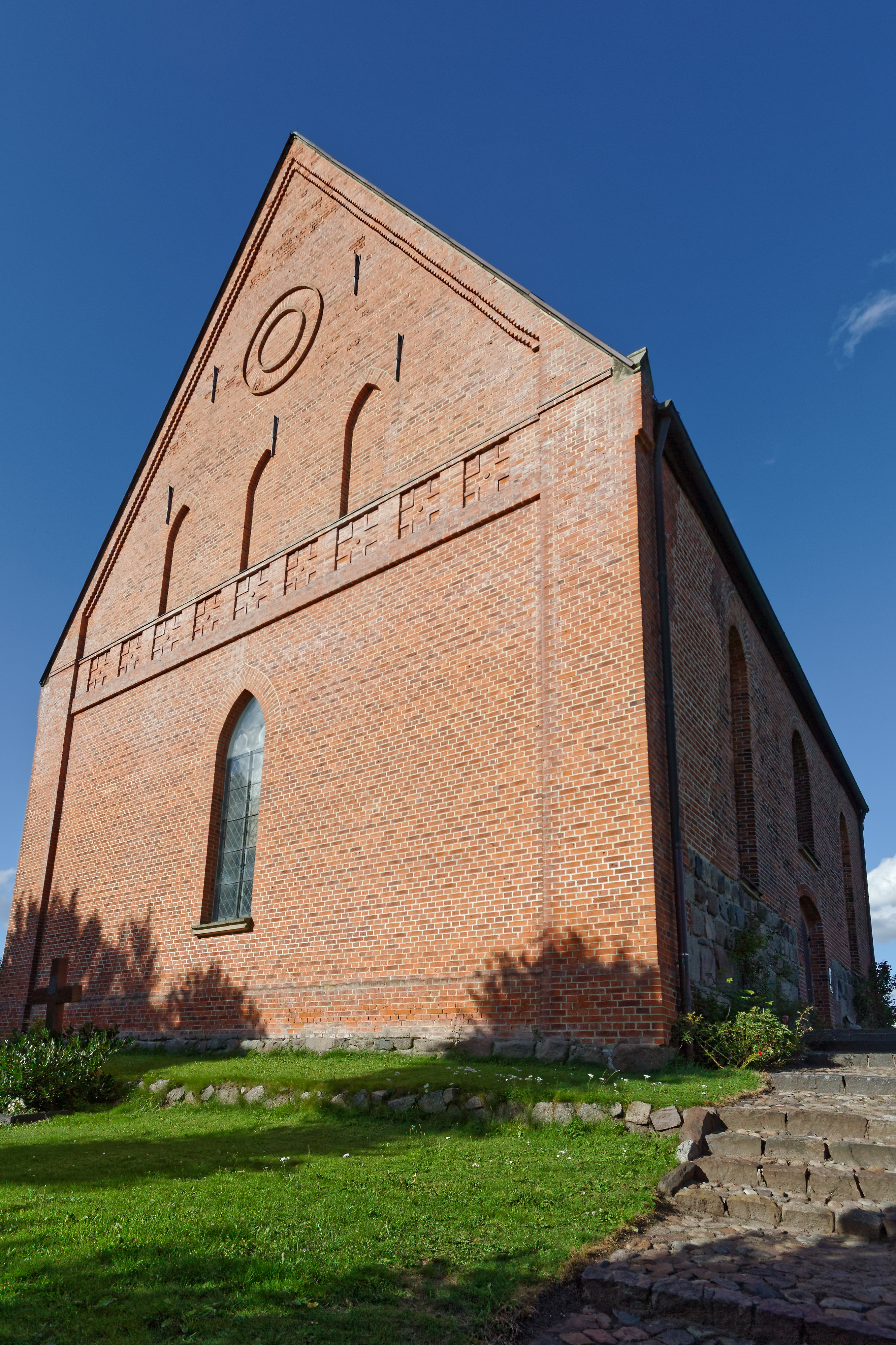
Renovierter Westgiebel
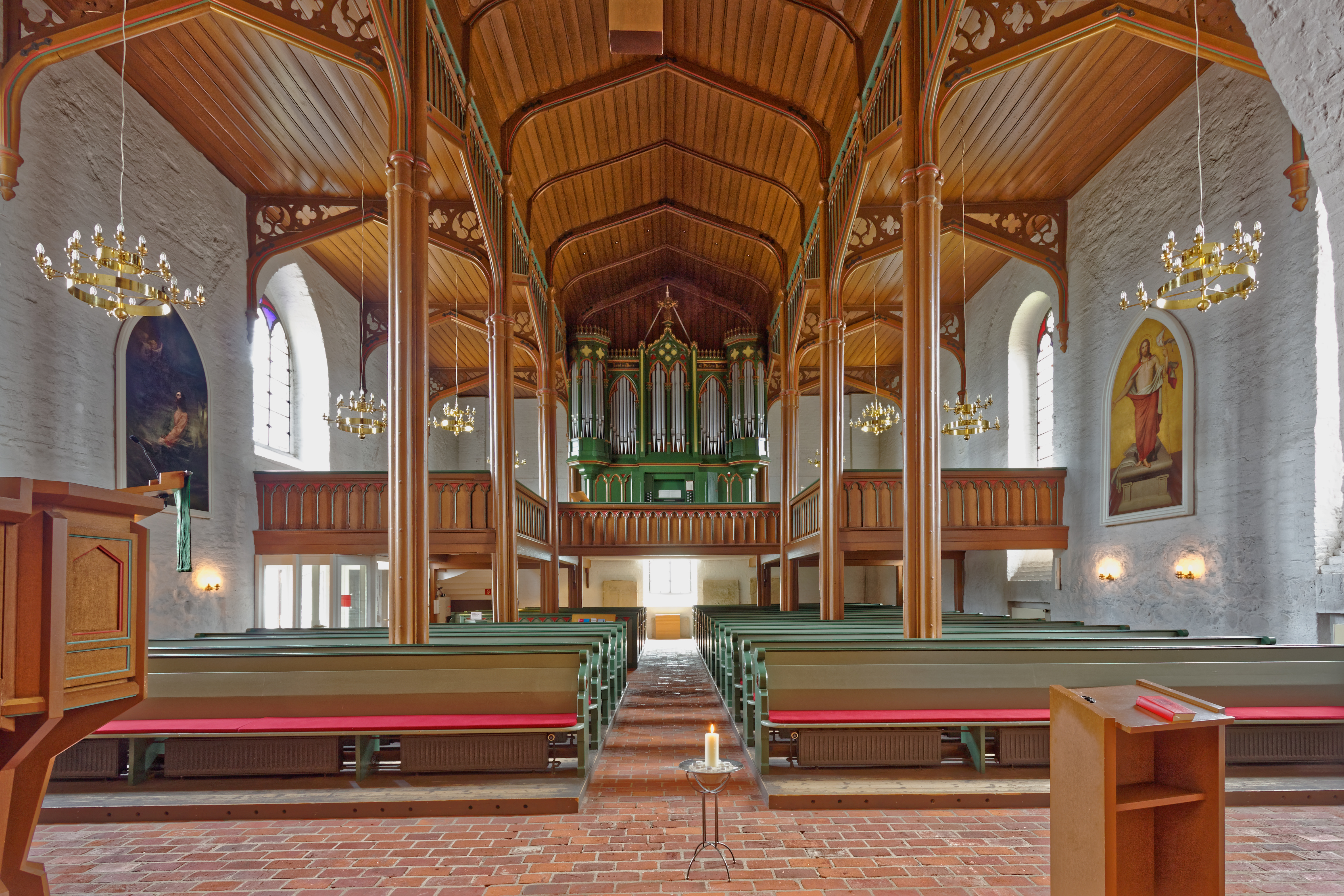
Hauptraum, Blick zur Orgel
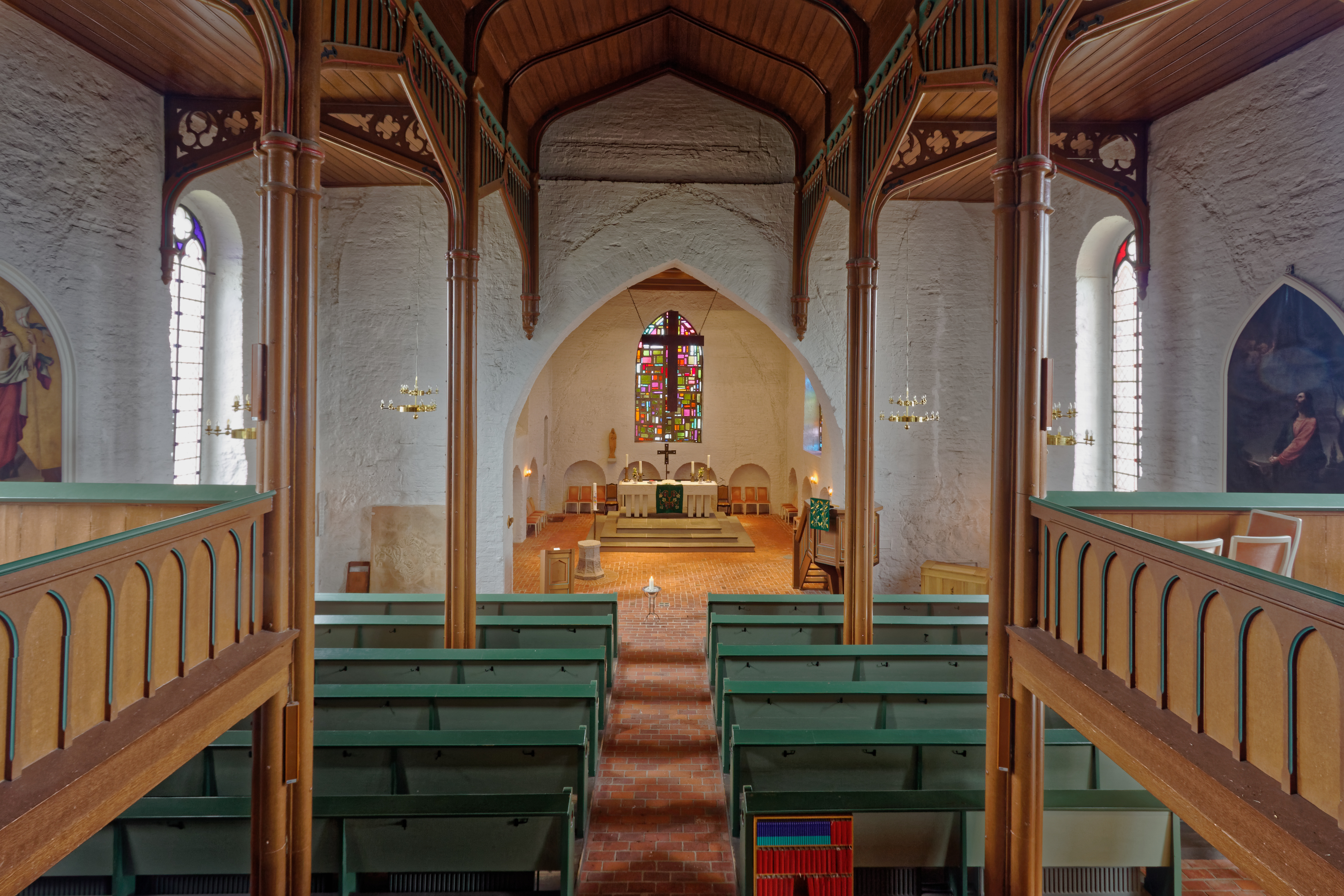
Blick von der Empore in den Altarraum
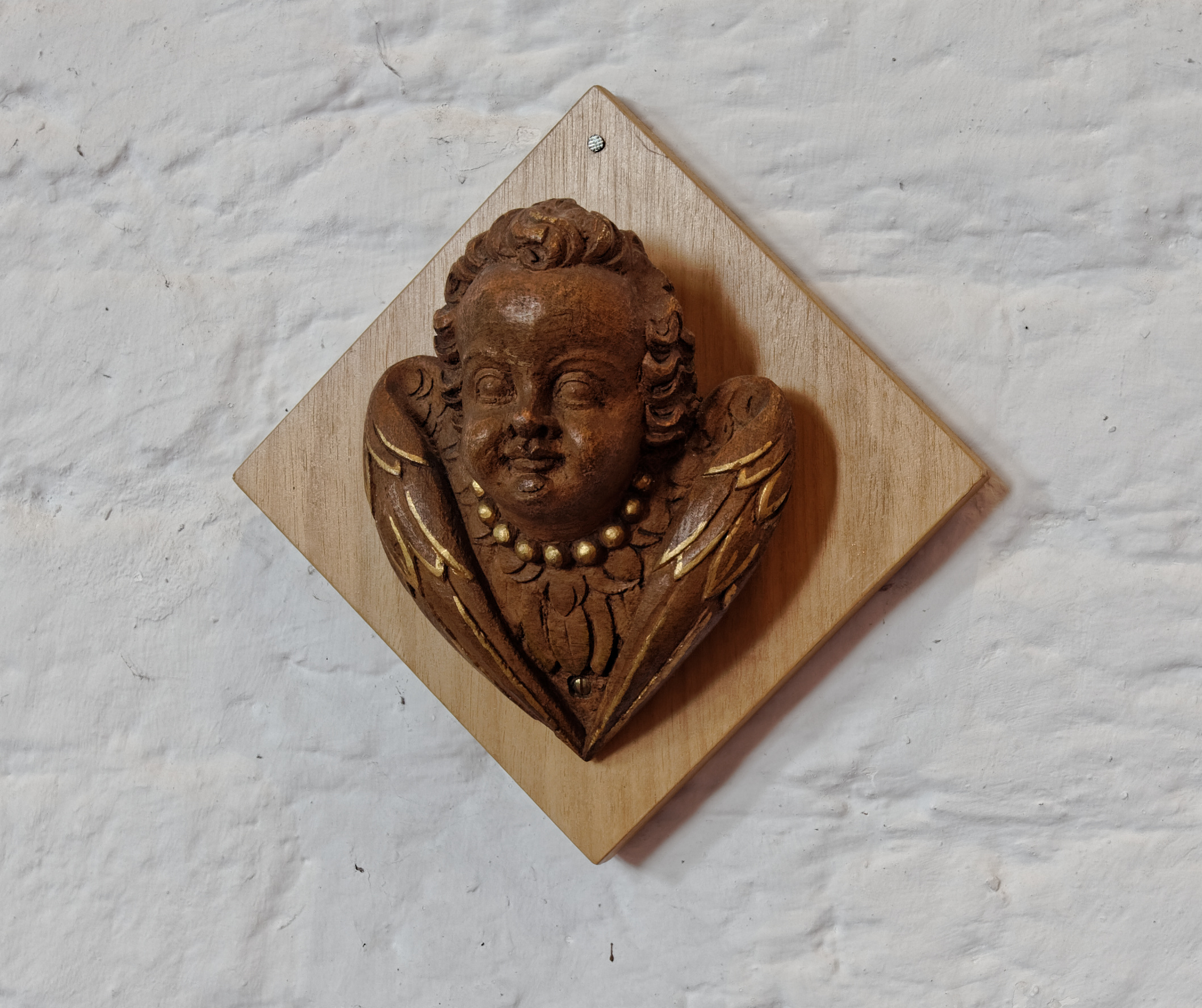
Engelskopf